# Patsy Toh
Patsy Toh (卓一龙, Zhuo Yilong en chinois), née en 1940 à Shanghai, est une pianiste chinoise établie en Angleterre
.

## Biographie
Elle appartient à une  famille originaire de  Xiamen, qui quitte Shanghai peu après sa naissance pour s'installer sur l'île de Gulangyu. En 1948, à l'âge de 8 ans, elle remporte le premier prix au concours de musique de Hong Kong et quatre ans plus tard, elle est envoyée dans un pensionnat en Angleterre. À 13 ans elle passe en 8e année et à 16 ans elle entre à la Royal Academy of Music.
Alors qu'elle est encore étudiante, elle remporte le concours Royal Overseas League à Londres. Elle obtient une bourse pour étudier le piano avec Yvonne Lefébure et la musique de chambre avec Jacques Février au Conservatoire de Paris, où elle remporte un Premier Prix. Elle a également étudié avec Alfred Cortot, Myra Hess et Aube Tzerko (lui-même élève d'Artur Schnabel).
Patsy Toh s'est souvent produite en Europe, en Chine et en Amérique, et a été professeur de piano à la Royal Academy of Music, à la Purcell School et à la Yehudi Menuhin School.
Elle est mariée au pianiste Fu Cong (décédé le 28 décembre 2020) et vit à Londres.